# كبريتات المنغنيز الثنائي
 كبريتات المنغنيز الثنائي مركب كيميائي له الصيغة MnSO4 ، ويكون على شكل بلورات بيضاء للمركب اللامائي، في حين أنها تكون زهرية فاتحة للمركب في حالته المائية (رباعي هيدرات).

## الخواص
- العينات المتوافرة تجارياً من مركب كبريتات المنغنيز الثنائي هي رباعية الهيدرات، في حين أن الشكل الخاليي من الماء يحصل عليه بالتسخين فوق 400°س.
- مركب كبريتات المنغنيز الثنائي رباعي الهيدرات منحل بشكل جيد في الماء، لكنه غير منحل في الإيثانول

## التحضير
يحضر مركب كبريتات المنغنيز الثنائي من تفاعل كربونات المنغنيز الثنائي مع حمض الكبريتيك حسب المعادلة:
MnCO3 + H2SO4 → MnSO4 + CO2 + H2O
كما يتشكل كبريتات المنغنيز الثنائي كناتج ثانوي من تفاعلات الأكسدة بمركب أكسيد المنغنيز الرباعي في حمض الكبريتيك.

## الاستخدامات
- يستخدم مركب كبريتات المنغنيز الثنائي من أجل تحضير أملاح المنغنيز الثنائي الأخرى.
- له العديد من التطبيقات في صناعة الزجاج والأسمدة.